# Rivolta di Genova contro Filippo Maria Visconti
La rivolta di Genova contro Filippo Maria Visconti, duca di Milano, è un episodio storico accaduto nel dicembre del 1435.
Dopo la battaglia di Ponza, il Duca di Milano, Filippo Maria Visconti, signore di Genova, venendo a patti con i tradizionali avversari della Repubblica Marinara, gli Aragonesi, aveva umiliato la Repubblica marinara.
La vittoria di Gaeta ottenuta dalle flotte genovesi era annullata dal riavvicinamento visconteo aragonese, e i Genovesi non solo non potevano più ricevere i riscatti versati per la liberazione dei prigionieri, ma anzi erano costretti a ricondurre a Napoli a proprie spese quegli stessi prigionieri che il Duca aveva liberato.
Questa fu la causa principale per la quale Genova si liberò della signoria milanese.
Per liberarsi dal giogo milanese la battaglia era ardua: il Duca teneva i punti strategici di Gavi, Novi, Voltaggio, Fiacone, le tre fortezze di Pontedecimo, Montebello, Bolzaneto, le due fortezze di Savona, e in Genova la fortezza di Castelletto e 200 fanti pronti ad intervenire.
Occorreva trovare un capo coraggioso ed uccidere il governatore milanese Opizzino di Alzate onde scoraggiare i suoi soldati si perdessero d'animo.
La città si rivolse a Tomaso Fregoso che era ancora ritirato in Sarzana in attesa degli eventi e che però non aveva a disposizione le galee necessarie. Si ordì una congiura e si decise di liberare la città nella notte di Natale del 1435. Tuttavia la cosa non poté ancora essere realizzata in quella data.
L'occasione fu colta immediatamente dopo con la sostituzione del governatore. Nel dicembre del 1435 arrivò il nuovo governatore, Erasmo Trivulzio (?; + febbraio 1459), condottiero del Visconti, Signore di Brescello. Il Trivulzio pochi giorni dopo il suo insediamento si diede ad ispezionare la città.
Cogliendo il momento in cui Opizzino d'Alzate ed i magistrati gli andavano incontro, i congiurati occuparono la porta di San Tomaso al grido dell'all'armi.
Punto di riferimento dei rivoltosi fu Francesco Spinola, personaggio capace e stimato, che aveva retto l'assedio di Gaeta combattendo Alfonso d'Aragona, e che dopo il trasferimento del re spagnolo in Milano Spinola era rientrato in Genova
Lo Spinola uscì in città con i suoi armati e in breve tutta la popolazione si sollevò; personaggio di riconosciuto valore e carisma, prese il comando della rivolta nella zona della porta di San Tommaso. L'Alzate e il Trivulzio cercarono riparo ove poterono.
Trivulzio riparò nel Castelletto, e con lui sono Luigi Crotti e Biagio Assereto, rimasto dalla parte del Visconti. Opizzino d'Alzate tenta di arrivare al palazzo del Governo, ma viene sorpreso a Fossatello, circondato e, come era nelle intenzioni dei Genovesi, tagliato in diversi pezzi messi poi portati in bella mostra.
Quattro secoli dopo di fronte alla chiesa di San Siro (collocata presso il civ. nº 16R di v. S. Siro) venne posta la lapide con l'iscrizione
Stessa sorte subivano gli ufficiali del Visconti in Polcevera e a Savona. La Repubblica tornava libera.
Trivulzio, rinchiuso nel Castelletto, non volendo far la fine di Opizzino, nel gennaio 1436 cedeva la fortezza, subito demolita dal popolo (e ricostruita dieci anni dopo da Giano Fregoso).
In Genova era eletto un Governo di otto Capitani di Libertà, in carica dal 27 dicembre 1435 al 28 marzo 1436. Lo Spinola, che aveva occupato tutti i castelli tenuti dai viscontei, entrava a far parte del Collegio dei Presidenti della città.
In tal modo alla fine del 1435, Genova, con appena due morti, riacquistava la libertà. L'Assereto, esiliato andò a Milano, da dove tornò in patria quando fu doge Raffaele Adorno.

## La guerra successiva
Nei confronti degli Aragonesi la guerra proseguì, ma con un rovesciamento di alleanze.
Alfonso il Magnanimo, Filippo Maria Visconti, il papa, la Repubblica di Lucca da una parte, Firenze, Venezia e Genova, dall'altra.
I protagonisti erano Francesco Sforza, al soldo di Filippo Maria Visconti, e Niccolò Piccinino dalla parte dell'Angiò. Lucca era infatti solo una semplice fiancheggiatrice, alleata di Filippo Maria Visconti fino alla morte di questi (13 agosto 1447) solo per mantenere l'indipendenza da Firenze e dalla sua alleata Venezia, nemica del duca di Milano.
Lucca proseguiva la politica del Guinigi non più da protagonista ma solo per rimanere libera tra stati troppo forti, mostrandosi debole e povera per non attrarre cupidigie altrui e interessandosi solo dei suoi confini in Lunigiana e Garfagnana, delle località al confine pisano, resistendo in Valdinievole a Firenze e poi agli Estensi che puntano verso Massa. Genova invece continuava a mantenere un ruolo strategico come sbocco al mare dell'Italia Nord-Occidentale e per il possesso della Corsica, in antagonismo con gli Aragonesi.